# Pervomaiski (Petropàvlovskaia)
Pervomaiski - Первомайский (rus) és un possiólok del krai de Krasnodar, a Rússia. Es troba a les planes del Kuban-Priazov, a la vora del Zeléntxuk Pervi, tributari del Zeléntxuk Vtoroi, afluent del Kuban. És a 25 km al nord de Kurgàninsk i a 127 km a l'est de Krasnodar. Pertany a la stanitsa de Petropàvlovskaia.